# 滝脇信広
瀧脇 信廣（たきわき のぶひろ、1865年6月13日（慶応元年5月20日） - 1913年（大正2年）10月26日）は、明治時代の子爵。遠江相良藩田沼家第12代当主、のち駿河小島藩滝脇松平家第13代当主。初名・伊達 忠千代（ただちよ）、旧名・田沼 忠千代。

## 生涯
伊予宇和島藩主伊達宗城の六男として生まれる。田沼家から離縁した意斉に代わり1873年（明治6年）12月に当主となった田沼意尊の長女・智恵と、1874年（明治7年）11月に結婚して田沼家当主を継承するが、1878年（明治11年）6月に離縁（その後再び当主となった智恵は伏原宣諭の子・望と再婚する）。
その後、1888年（明治21年）滝脇信成（小島藩第8代藩主松平信賢の二男で、同藩第11代藩主滝脇信敏の養子）の養子として迎えられ、1889年（明治22年）2月に滝脇家を継いだ。宮崎利央の長女・鏞子を後妻として迎え、1893年（明治26年）3月には長男・信鑰（のぶかね）が誕生した。
病のため1913年（大正2年）に逝去。跡を継いだ信鑰も10年後の1923年（大正12年）4月に隠居し、古市公威の四男・宏光を養嗣子に迎えて当主を継承させ、自身は分家した。